# Stanley Cup-slutspelet 1935
Montreal Maroons - Chicago Black Hawks
| Datum   | Hemma               | Mål | Borta               | Mål | Not     |
| ------- | ------------------- | --- | ------------------- | --- | ------- |
| 23 mars | Montreal Maroons    | 0   | Chicago Black Hawks | 0   |         |
| 26 mars | Chicago Black Hawks | 0   | Montreal Maroons    | 1   | sd 4.02 |

Montreal Maroons vann kvartsfinalserien med 1-0 i målskillnad.
New York Rangers - Montreal Canadiens
| Datum   | Hemma              | Mål | Borta              | Mål | Not |
| ------- | ------------------ | --- | ------------------ | --- | --- |
| 24 mars | New York Rangers   | 2   | Montreal Canadiens | 1   |     |
| 26 mars | Montreal Canadiens | 4   | New York Rangers   | 4   |     |

New York Rangers vann kvartsfinalserien med 6-5 i målskillnad.
Boston Bruins - Toronto Maple Leafs
| Datum   | Hemma               | Mål | Borta               | Mål | Not      |
| ------- | ------------------- | --- | ------------------- | --- | -------- |
| 23 mars | Boston Bruins       | 1   | Toronto Maple Leafs | 0   | sd 33.26 |
| 26 mars | Boston Bruins       | 0   | Toronto Maple Leafs | 2   |          |
| 28 mars | Toronto Maple Leafs | 3   | Boston Bruins       | 0   |          |
| 30 mars | Toronto Maple Leafs | 2   | Boston Bruins       | 1   |          |

Toronto Maple Leafs vann semifinalserien med 3–1.
New York Rangers - Montreal Maroons
| Datum   | Hemma            | Mål | Borta            | Mål | Not |
| ------- | ---------------- | --- | ---------------- | --- | --- |
| 28 mars | New York Rangers | 1   | Montreal Maroons | 2   |     |
| 30 mars | Montreal Maroons | 3   | New York Rangers | 3   |     |

Montreal Maroons vann semifinalserien med 5-4 i målskillnad.
Toronto Maple Leafs - Montreal Maroons
| Datum   | Hemma               | Mål | Borta               | Mål | Not     |
| ------- | ------------------- | --- | ------------------- | --- | ------- |
| 4 april | Toronto Maple Leafs | 2   | Montreal Maroons    | 3   | sd 5.28 |
| 6 april | Toronto Maple Leafs | 1   | Montreal Maroons    | 3   |         |
| 9 april | Montreal Maroons    | 4   | Toronto Maple Leafs | 1   |         |

Montreal Maroons vann finalserien med 3–0.